# 킹더랜드
《킹더랜드》는 2023년 6월 17일부터 2023년 8월 6일까지 방송된 JTBC 토일 드라마다.

## 프로그램 소개
웃음을 경멸하는 남자 구원과 웃어야만 하는 스마일 퀸 천사랑이 호텔리어들의 꿈인 VVIP 라운지 킹더랜드에서 진짜 환하게 웃을 수 있는 날을 만들어가는 이야기

## 제작진

### 제작사
- 앤피오엔터테인먼트
- 바이포엠스튜디오
- SLL

### 제작
- 표종록
- 유귀선

### 크리에이터
- 천성일 : 영화 《격투기 고등학교》(각본), 영화 《원스 어폰 어 타임》(각본), 영화 《7급 공무원》(각본), 영화 《아빠가 여자를 좋아해》(각본 & 제작), KBS 2TV 수목 드라마 《추노》(집필), 영화 《5백만불의 사나이》(각본, 제작), 드라마 《도망자 Plan.B》(집필), 영화 《소수의견》(각색 & 기획 & 제작), MBC 수목 드라마 《7급 공무원》(집필), 영화 《해적: 바다로 간 산적》(각본, 기획, 제작), 영화 《서부전선》(각본, 감독, 기획), JTBC 금토 드라마 《더 패키지》(집필), SBS 수목 드라마 《친애하는 판사님께》(집필), tvN 월화 드라마 《루카:더 비기닝》(집필), 영화 《해적 Part Ⅱ: 도깨비 깃발》(각본 & 기획 & 제작), NEXFILX 《지금 우리 학교는》(집필) 집필

### 극본
- 최롬
- 팀 하리마오

### 연출
- 임현욱 : JTBC 일일 시트콤 《청담동 살아요》(공동 연출), JTBC 《김국진의 현장박치기》(공동 연출), JTBC 《상상연애대전》(공동 연출), JTBC 《미라클 코리아》(공동 연출), JTBC 《썰전》(공동 연출), JTBC 일일 시트콤 《시트콩 로얄빌라》(공동 연출), JTBC 《히든싱어 2》(공동 연출), JTBC 《히든싱어 3》(공동 연출), JTBC 《나홀로 연애중》(공동 연출), JTBC 《내 친구의 집은 어디인가》(공동 연출), JTBC 《연쇄쇼핑가족》(공동 연출), JTBC 주말 특별 기획 드라마 《송곳》(조연출), JTBC 금토 드라마 《이번주 아내가 바람을 핍니다》(조연출), JTBC 《알 수도 있는 사람》(연출), JTBC 월화 드라마 《라이프》(공동 연출), JTBC 월화 드라마 《꽃파당: 조선혼담공작소》(공동 연출), JTBC 수목 드라마 《너를 닮은 사람》(연출) 연출

## 등장인물

### 주요 인물
- 이준호 : 구원 역 (아역 : 한지안) - 웃음을 경멸하는 남자 | 킹호텔 신입 본부장. 구화란의 동생. 윤교수의 처남이자 윤지후의 삼촌. 천사랑을 좋아한다.
- 임윤아 : 천사랑 역 (아역 : 강혜린) - 웃기 싫은 스마일 퀸 | 킹호텔 우수 호텔리어. 오평화와 강다을의 친구. 구원이 좋아하는 사람.
- 김가은 : 강다을 역 - 오평화와 천사랑의 친구. 킹패션 알랑가의 직원. 내 사람은 내가 지킨다, 슈퍼우먼. 서충재의 아내이자 서초롱의 엄마.
- 고원희 : 오평화 역 - 강다을과 천사랑의 친구. 요령 빼고 다 가진 킹에어 승무원.
- 안세하 : 노상식 역 - 구원의 친구 같은 비서
- 김재원 : 이로운 역 - 킹에어 승무원. 오평화를 선배로서 존경하고 좋아하는 후배.

### 구원 가족들
- 손병호 : 구일훈 역 - 킹그룹 회장. 구화란과 구원의 아버지.
- 남기애 : 한미소 역 - 구원의 어머니. 행방불명 상태.
- 김선영 : 구화란 역 (아역 : 정민주) - 킹그룹 회장의 장녀. 구원의 누나. 킹호텔 상무, 킹에어 상무, 킹패션 알랑가까지 겸임하고 있다. 윤교수의 아내이자 윤지후의 엄마.
- 정원조 : 윤교수 역 - 구화란의 남편이자 구원의 매형.
- 김동하 : 윤지후 역 - 구화란의 아들이자 구원의 조카.

### 천사랑 가족
- 김영옥 : 차순희 역 - 멋진 할머니

### 킹그룹 직원들
- 공예지 : 김수미 역 - 킹호텔 지배인
- 김정민 : 전민서 역 - 킹호텔 VVIP라운지 킹더랜드의 지배인.
- 최지현 : 이하나 역 - 킹더랜드 팀원. 천사랑의 킹더랜드 선배.
- 김채윤 : 두리 역 - 킹더랜드 팀원. 천사랑의 킹더랜드 선배.
- 이호석 : 세호 역 - 킹더랜드 팀원. 천사랑의 킹더랜드 선배.
- 차서현 : 네모 역 - 킹더랜드 팀원. 천사랑의 킹더랜드 선배.
- 김호연 : 다석 역 - 킹더랜드 팀원. 천사랑의 킹더랜드 선배.
- 이지혜 : 도라희 역 - 킹패션 알랑가 슈퍼바이저

### 그 외 인물들
- 최태환 : 서충재 역 - 강다을의 남편
- 이예주 : 서초롱 역 - 강다을의 하나 뿐인 딸
- 정혜지 : 킹관광호텔 직원
- 변예진 : 킹면세점 직원

### 기타 인물
- 안우연 : 공유남 역 - 천사랑의 남자친구 (1~5회)
- 이경성 : 모성애 역 - 킹호텔의 진상 고객. 유명 배우라는 명목으로 디럭스룸을 스위트룸으로 무료 업그레이드를 해주면 호텔 홍보를 해주겠다며 진상을 부린다. 킹그룹 계열사인 면세점 '알랑가'의 진상 고객. 반려견(찰스)을 목줄없이 데리고와 풀어놓고 찰스가 똥을싸자 치우지 않고 가는 진상고객 (2회, 5회)
- 송치훈 : 모성애 매니저 역 (2회, 5회)
- 김중기 : 사진 작가 1 역 (3회)
- 이휘종 : 사진 작가 2 역 (3회)
- 김동현 : 스텔스호 선장 역 - 스텔스호 선장이자 가파도 할머니 부부 아들. (3회)
- 정대홍 : 가파도 산장 주인 할아버지 역 (3회)
- 원미원 : 가파도 산장 주인 할머니 역 (3회)
- 한기중 : 퍼스트로열 호텔 회장 역
- 장미자 : 퍼스트로열 호텔 회장 어머니 역
- 미상 : 종업원 역
- 미상 : 심마니 역
- 이수빈 : 퍼스트로열 호텔의 막내 딸 한유리 역
- 미상 : 기자 역
- 미상 : VIP 손님 역
- 아누팜 : 사미르 역

### 특별 출연
- 조원우 : 502번 면접자 조원우 역 (1회)
- 김수하 : 503번 면접자 김수하 역 (1회)
- 이혜성 : 505번 면접자 이혜성 역 (1회)
- 유규선 : 506번 면접자 유규선 역 역 (1회)
- 강기둥 : 최태만 대리 역 (1회)
- 조재룡 : 부장 역 (1회)
- 김성은 : 방유진 역 (1회)
- 이진호 : 고객 1 역 (1 ~ 2회)
- Jennifer Larmore : 前 오페라 가수 고객 역 (1회)
- 정호영 : 킹더랜드 파티 셰프 역 (2회)
- 김도우 : (2회)
- 배영우 : (2회)
- 김준배 : 공항 시비남 역 (2회)
- 진선규 : 경찰 역 (4회)

## 시청률
최저 시청률과 최고 시청률은 시청률 조사회사와 지역별로 시청률에 차이가 있을 수 있습니다.
| 2023년 | 2023년   | 2023년         | 2023년       | 2023년 |
| 회차   | 방송일   | 닐슨 시청률    | 닐슨 시청률  |        |
| 회차   | 방송일   | 대한민국(전국) | 수도권(서울) |        |
| ------ | -------- | -------------- | ------------ | ------ |
| 스페셜 | 6월 11일 | -              | -            |        |
| 제1회  | 6월 17일 | 5.075%         | 5.344%       |        |
| 제2회  | 6월 18일 | 7.544%         | 8.255%       |        |
| 제3회  | 6월 24일 | 9.145%         | 10.671%      |        |
| 제4회  | 6월 25일 | 9.645%         | 10.003%      |        |
| 제5회  | 7월 1일  | 9.672%         | 10.590%      |        |
| 제6회  | 7월 2일  | 12.017%        | 12.607%      |        |
| 제7회  | 7월 8일  | 10.607%        | 11.496%      |        |
| 제8회  | 7월 9일  | 12.317%        | 13.427%      |        |
| 제9회  | 7월 15일 | 10.196%        | 11.174%      |        |
| 제10회 | 7월 16일 | 11.303%        | 12.351%      |        |
| 제11회 | 7월 22일 | 9.003%         | 10.062%      |        |
| 제12회 | 7월 23일 | 10.977%        | 11.522%      |        |
| 제13회 | 7월 29일 | 9.388%         | 9.506%       |        |
| 제14회 | 7월 30일 | 10.651%        | 10.965%      |        |
| 제15회 | 8월 5일  | 11.943%        | 13.583%      |        |
| 제16회 | 8월 6일  | 13.789%        | 14.534%      |        |

## 수상 목록
- 2023년 제14회 코리아 드라마 어워즈 남자 조연상 (안세하)

## 참고 사항
- 이준호, 윤아는 《2021 MBC 가요대제전》, 《2022 MBC 가요대제전》 이후 재회하여 캐스팅되었다.
- 진선규, 윤아는 영화 《공조 2: 인터내셔날》 이후 1년 만에 재회하여 캐스팅되었다.
- 극중 방유진 역으로 특별출연 했던 김성은은 《그래도 당신》이후 12년만에 안방 극장에 복귀하였다.